# Siehdichum
Siehdichum é um município da Alemanha, situado no distrito de Oder-Spree, no estado de Brandemburgo. Tem 73,00 km² de área, e sua população em 2019 foi estimada em 1.516 habitantes.